# 上府中公園小田原球場
上府中公園小田原球場（かみふなかこうえんおだわらきゅうじょう）は、神奈川県小田原市の上府中公園にある野球場。施設は小田原市が所有し、指定管理者制度により、小田原市公益事業協会・湘南ベルマーレ共同事業体が、運営管理を行っている。市営小田原球場ともいう。
初代小田原球場は1945年に小田原城内に建設されたが、史跡の中にあることや狭小であるという利便性の問題から、市制50周年を記念して1990年3月に上府中公園内の現在地へ移転した。
全国高等学校野球選手権神奈川大会やプロ野球・イースタン・リーグ（横浜DeNAベイスターズ主催試合）に使用される。
2020年よりベースボール・チャレンジ・リーグ（ルートインBCリーグ）に加入した神奈川フューチャードリームスが公式戦を開催している。

## 施設概要
- グラウンド面積：12,353m2
- 両翼：95m、中堅：120m
- 内野：土、外野：天然芝
- 収容人員：10,000人 
  - 内野：3,000人（セパレート席）、外野：7,000人（芝生）
- スコアボード：チーム名・得点・守備位置表示部＝磁気反転式、その他＝手書きパネル式→磁気反転式、投球スピード、SBO→BSOカウント表示あり

## 交通
- JR御殿場線
  - 下曽我駅より徒歩15分
- 富士急湘南バス
  - JR東海道新幹線・JR東海道線・小田急小田原線・小田急箱根鉄道線（箱根登山電車）・伊豆箱根鉄道大雄山線小田原駅東口より25分、及び小田急線新松田駅北口より15分、[小11][小12]系統（西大友経由）『西大友』下車5分
- 小田急小田原線
  - 富水駅よりタクシー約10分